# Яжгиня
Яжги́ня (бел. Яжгі́ня) — озеро в Миорском районе Витебской области. Принадлежит бассейну Дисны.

## Описание
Озеро расположено в 17 км к юго-востоку от города Миоры и находится на территории ландшафтного заказника «Ельня». Высота над уровнем моря составляет 140,9 м. Яжгиня располагается на южной окраине обширного заболоченного массива, в центре которого находится озеро Ельно.
Площадь зеркала составляет 0,75 км², длина — 1,08 км, наибольшая ширина — 0,8 км. Длина береговой линии — 3,32 км. Максимальная глубина — 4,6 м, средняя — 3,3 м. Объём воды — 2,48 млн м³. Площадь водосбора — 2 км².
Озеро имеет округлую форму. Котловина остаточного типа, с невыраженными склонами. Берега низкие, песчаные и песчано-торфянистые, заболоченные. Возле берегов формируются сплавины.
Питание осуществляется преимущественно за счёт вод окружающего болота. Из южной оконечности озера Яжгиня вытекает протока в небольшое озеро Волозево, из которого, в свою очередь, идёт сток в реку Дисна (приток Западной Двины).
Зарастание водоёма незначительно. Вдоль берегов местами произрастает кубышка.
Ихтиофауну составляют окунь, плотва, лещ, щука, линь и другие виды рыб. Летом в окрестностях озера гнездятся чёрный аист, белая куропатка, трехпалый дятел, болотная сова, сизая чайка.